# Біловоленко Олександр Анатолійович
Олекса́ндр Анато́лійович Білово́ленко — капітан Збройних сил України.
Брав участь у війні на сході України в складі 28-ї бригади.

## Нагороди
За особисту мужність і героїзм, виявлені у захисті державного суверенітету та територіальної цілісності України, вірність військовій присязі під час бойових дій та при виконанні службових обов'язків, відзначений — нагороджений
- 3 листопада 2015 року — орденом Богдана Хмельницького III ступеня.